# 富永謙吾
冨永 謙吾（富永 謙吾、とみなが けんご、1905年（明治38年）8月14日 - 1996年（平成8年）12月3日）は、日本の海軍軍人、戦史研究家。最終階級は海軍中佐。筆名=四方 知明。

## 経歴
医師・富永吉太郎の四男として長崎県で生まれる。大正12（1923）年海軍兵学校に入り、昭和2（1927）年海軍少尉に任官。以後、海軍水雷学校講習員、同高等科学生、駆逐艦「夕立」「望月」水雷長兼分隊長、横須賀鎮守府副官兼参謀、海軍軍事普及部委員などを経て、昭和15（1940）年、大本営軍事報道部員となる。以後、大本営海軍報道部員兼海軍参謀を昭和19（1944）年まで務め、パラオ島で敗戦。昭和21（1946）年に海軍中佐で予備役編入。戦後、公職追放を経て、防衛庁戦史室（現防衛研究所）に編纂官として務め、太平洋戦史を研究。
戦時中に執筆した「米国への判決」(1943年)や「大本営発表海軍篇」(1952年)等、大本営発表と内外の資料を対比させる手法で真実を示した。更に1954年「証言記録太平洋戦争史」(訳編)、1970年「大本営発表の真相史」などを発表、当時流行の暴露や懺悔の手法を避けた。また「ニミッツの太平洋海戦史」(共訳)など多くの戦史資料を訳出した。

## 家族親族
兄：富永恭次陸軍中将。
兄：富永昌三海軍少将。
義兄：森田徹陸軍少将。富永の妹を娶る。歩兵第71連隊長としてノモンハン事件で戦死。
甥：富永靖陸軍大尉。慶應義塾大学卒業後に特別操縦見習士官1期生となり、第58振武隊員(特攻隊員)として、1945年5月25日、富永から貰った日章旗を携えて四式戦闘機「疾風」爆装機に搭乗し都城飛行場より出撃、戦死。

## 著書・訳書
- 『近代海戦論』成徳書院、1943年
- 『米公文書に見る対日謀略を暴く米国への判決』朝日新聞社、1943年
- 『大本営発表〈海軍篇〉』青潮社、1952年
- アメリカ合衆国戦略爆撃調査団『太平洋戦争史〈第1巻〉 戦争指導篇―証言記録』日本出版協同、大井篤共訳、1954年
- C.W.ニミッツ/E.B.ポーター他、実松譲共訳『ニミッツの太平洋海戦史』 恒文社、1962年、のち新版1992年ほか
- レスリー・R.グローブス『私が原爆計画を指揮した―マンハッタン計画の内幕』 恒文社、実松譲共訳、1964年
  - 新版『原爆はこうしてつくられた』恒文社、1974年、度々再版
- ジョナサン・ウェーンライト『捕虜日記―敗北・降伏・捕虜　屈辱の四年間』 原書房・100冊選書〈26〉、1967年
- 『大本営発表の真相史』 自由国民社、1970年／中公文庫、2017年
- 編・解説『現代史資料〈39〉 太平洋戦争 五』みすず書房、1979年、新版2004年
- W.H.マクニール『大国の陰謀』 実松譲共訳、図書出版社、1982年
- 編著『定本・太平洋戦争』上・下、国書刊行会、1986年

### 児童向け出版
- 実松譲と監修『真珠湾攻撃―日本の運命をかけた奇襲』 写真で見る太平洋戦争〈1〉秋田書店、1972年。
- 伊東駿一郎と監修『シンガポール攻略戦』写真で見る太平洋戦争〈2〉秋田書店、1972年。
- 吉田俊雄と監修『大和と武蔵―日本海軍が誇る超戦艦』 写真で見る太平洋戦争〈5〉秋田書店、1972年
- 『栄光の名機・名鑑・名戦車』 太平洋戦争図鑑・秋田書店、1980年